# Снеговик и Снежный пёс
«Снеговик и Снежный пёс» (англ. The Snowman and the Snowdog) — английский короткометражный анимационный телефильм, продолжение фильма «Снеговик». Премьера состоялась на канале Channel 4 к 30-летнему юбилею первого фильма — 24 декабря 2012 года, в канун Рождества.
Фильм выполнен в стилистике первой части и оригинальной книги Раймонда Бриггса 1978 года. При его создании почти не использовалась компьютерная графика, фильм нарисован цветными карандашами. В отличие от первого фильма, «Снеговик и Снежный пёс» не имеет вступления. Он идёт без слов, музыка и две песни были написаны специально для фильма.
Фильм посвящён продюсеру Джону Коутсу, умершему в 2012 году.

## История
Создание фильма заняло два года, а бюджет производства составил £2 млн. Как и для первого фильма, для второй части было создано более 200 тыс. рисунков от руки, при этом было израсходовано более 3 тыс. карандашей. Компьютерная графика использовалась очень мало, лишь для изображения падающего снега и освещения в некоторых сценах.
В производстве было задействовано 94 человека, в том числе 77 художников и аниматоров. Каждая секунда фильма состоит из двенадцати кадров, создание каждого из которых занимало до 30 часов.
Премьере фильма предшествовала широкая рекламная кампания. Наряду с самим фильмом, в канун Рождества была выпущена также видеоигра по его сюжету, электронная аудиокнига, а саундтрек стал доступен для приобретения на iTunes и Amazon.
Первый показ фильма на Channel 4 24 декабря 2012 года привлёк огромную аудиторию — почти 6 миллионов зрителей, что стало одним из рекордов просмотра телепередач за год и самым большим числом зрителей рождественской программы более чем за десятилетие.

## Сюжет
Действие происходит спустя много лет после первой части.
Летом в дом, где раньше жил Джеймс, въезжает новая семья — мама и мальчик Билли с собакой. Видно, что пространство вокруг дома стало более обжитым, по соседству появилось много новых домов.
Осенью мальчик и мама хоронят умершую собаку под деревом в саду.
Наступает зима, скоро Рождество. Билли рисует собаку и прячет рисунок в конверт как своё пожелание Деду Морозу на Новый год. Вдруг на полу его комнаты отскакивает одна половица, и мальчик находит тайник Джеймса, в котором лежит шарф, шляпа и фото Джеймса рядом со Снеговиком. На прогулке мальчик решает слепить такого же снеговика, одевая его в шарф и шляпу, который он нашёл в коробке Джеймса, и сделав нос из мандарина. Однако в тележке остаётся ещё снег, и мальчик лепит из него снежного Пса, делая ему уши из своих разноцветных носков, надетых на палочки, и пятна на боках из варежек.
Мальчик ложится спать, но в полночь просыпается и выглядывает в окно. Он видит, что Снежный пёс пошевелился, и бросается на улицу. Снеговик и Снежный пёс оживают и начинают играть с мальчиком. Они заходят в дом, однако от тепла камина Пёс начинает таять, и все выходят во двор. В сарае, где по-прежнему стоит мотоцикл (на котором ездил Снеговик из первого фильма), они берут санки и идут вдоль улицы. Из одного из окон их видит девочка, которая держит в руке игрушечного Снеговика из первого фильма. Троица выходит на возвышение, где открывается вид на город, и взлетает.
Снеговик, Билли и пёс летят по небу, однако у Снеговика падает нос-мандарин, и они приземляются, чтобы подобрать его. Во дворе дома оказывается аэроплан, и дальше троица продолжает путушествие на нём. В полёте они видят внизу знаменитые британские здания — башню The Shard, башню Биг-Бен, колесо обозрения Лондонский глаз, небоскрёб Мэри-Экс и другие. По небу рядом с ними летят сотни других снеговиков, все они спешат на праздник.
На празднике снеговиков Билли и пёс участвуют в общем соревновании по спуску с горы и побеждают в нём, обойдя в последнее мгновение пингвина, который всё время был впереди. Снеговик в очках находит письмо Билли Деду Морозу и что-то шепчет тому на ухо. Дед Мороз дарит Билли красную коробочку, которую тот кладёт в карман. Тем временем занимается заря, и Снеговик торопит Билли, им пора домой.
По возвращении Билли открывает коробочку и находит там ошейник. Он надевает его на шею Псу, и происходит чудо — Пёс становится настоящим. Радостные Билли и Пёс идут спать, попрощавшись со Снеговиком.
Утром Билли и Пёс выбегают во двор, но оказывается, что от солнца Снеговик растаял. Опечаленные, они опускаются на колени рядом с местом, где остались его шарф и шляпа.

## Саундтрек
Музыка для фильма была написана композитором Иланом Эшкери, известным по работе в кино. Записана музыка была с London Metropolitan Orchestra.
Две песни — Light The Night и Hometown, которые звучат во время полёта Снеговика и Билли на Северный полюс и обратно, написал и исполнил музыкант Энди Бёрроуз. Они были выпущены в виде сингла на iTunes.

## Критика
Хотя критики отмечали достоинство анимации, у некоторых из них определённое разочарование вызвала слишком предсказуемая сюжетная линия, лишь в некоторых деталях отличающаяся от первого фильма.

## Аудиокнига по фильму
По фильму была сразу выпущена электронная аудиокнига с иллюстрациями из фильма. Текст читает актёр Бенедикт Камбербэтч.

## Игра по фильму
К премьере фильма Channel 4 выпустил также одноимённую игру — приложение для iPhone, iPad и Android, в котором показан полёт героев к Северному полюсу. Задача игрока — собирать по пути снежинки в воздухе, чтобы увеличить скорость и продолжительность полёта героев.